# Two World Trade Center
Das Two World Trade Center, auch 2 World Trade Center und 200 Greenwich Street, ist ein geplanter Wolkenkratzer in New York City, Vereinigte Staaten, der im Rahmen des neuen World Trade Center errichtet wird.
Aufgrund des geringen Bedarfs an weiteren Büroflächen in Manhattan liegen derzeit keine offiziellen Angaben für eine eigentliche Bauzeit vor. Von 2010 bis 2013 wurde der Bau des Gebäudes bis zur Straßenhöhe einschließlich des Podiums vorangetrieben. Seither ruhen die Arbeiten vorläufig, bis ein Ankermieter für das Bauwerk gefunden ist. Auch im April 2025 sind die Arbeiten noch nicht wieder aufgenommen worden.

## Architektur
Das Two World Trade Center (deutsch: Welthandelszentrum Gebäude Nr. 2) ist Teil des World-Trade-Center-Wiederaufbauprogramms am Ground Zero im Financial District in Lower Manhattan. Das Grundstück für das Bauwerk befindet sich an der Nordostecke des 6,5 Hektar großen World-Trade-Center-Komplexes und nimmt einen ganzen Stadtblock ein, der von Vesey Street im Norden, der Church Street im Osten, der Fulton Street im Süden und von der Greenwich Street im Westen begrenzt ist. Die Adresse lautet 200 Greenwich Street. Two World Trade Center fügt sich ein in die allmählich ansteigende Reihe der neuen Wolkenkratzer von dem 280 Meter hohen 5 World Trade Center im Süden bis zum 541 m hohen One World Trade Center im Norden.

### Aktueller Entwurf
Im Mai 2025 stellte Silverstein Properties ein überarbeitetes Architekturmodell von 2 World Trade Center vor. Für die Entwicklung ist nach wie vor Foster + Partners zuständig. Die Höhe des Wolkenkratzers wurde auf 1230 Fuß (374,9 m) bei nun 62 Stockwerken verringert, der kubische Baukörper zeigt ein nahezu unverändertes, aber verkleinertes Design gegenüber den 2022er und 2024er Renderings. Die geplante Bürofläche beträgt rund 260.100 m². Auf der Ostseite befinden sich mehrere Rücksprünge (Setbacks) und die Westseite des Gebäudes ist von gestaffelt angeordneten Loggien gekennzeichnet, die Platz für insgesamt 1100 m² begrünte Terrassen bieten. Das Gebäude wird im Gegensatz zu früheren Entwürfen von einer weißen Turmspitze gekrönt.

### Frühere Entwürfe
Das 2006 vorgestellte Ursprungsdesign des Wolkenkratzers wurde von dem namhaften britischen Architekten Norman Foster entworfen, der unter anderem auch die Kuppel des Berliner Reichstagsgebäudes geplant hat. Das Dach des Gebäudes sollte aus vier gekippten Quadraten unterschiedlicher Höhe bestehen. Damit sähe das Gebäude aus, als ob es sich um vier einzelne Gebäude handelt. Dieser optische Effekt sollte am ganzen Gebäude zu sehen sein, so hätte das Hochhaus auch von der Straße wie vier Turmbauwerke mit unterschiedlicher Höhe ausgesehen. Nach den Ursprungsentwürfen sollte das Two World Trade Center 79 Stockwerke besitzen und 411 Meter hoch werden und damit das zweithöchste Gebäude des Komplexes und eines der höchsten der Stadt New York sein, höher als das Empire State Building mit 381 Metern aber niedriger als das gegenüber befindliche One World Trade Center (541 Meter). Das Dach sollte etwa 387 Meter hoch liegen, worüber hinaus eine spitz zulaufende Stahlkonstruktion in Form eines Dreieckes folgen sollte, wodurch die Höhe von 411 Metern erreicht wird. Diese Pläne wurden jedoch komplett verworfen.
Im Juni 2015 stellte der dänische Architekt Bjarke Ingels ein neues Design für den Wolkenkratzer mit einer Höhe von 403 Meter und 82 Etagen vor. Nach seiner Vollendung sollte das Two World Trade Center aussehen wie eine riesige Treppe mit hohen Stufen oder wie versetzt aufeinander gestapelte überdimensionale Glaskisten. Mit diesem Konzept sollte dem Tower eine bisher ungekannte Asymmetrie verliehen werden. Auf den Freiflächen, die durch die leichte Versetzung der einzelnen Gebäudeelemente entstanden wären, sollten Grünanlagen angelegt werden.
Silverstein verwarf jedoch die Pläne des Architekten Bjarke Ingels (BIG). Geplant war wieder der ursprüngliche, aber überarbeitete Entwurf von Norman Foster von Foster + Partners, dessen Rendering Anfang 2022 veröffentlicht wurde. Die Darstellungen zeigen den Turm mit raumhohen Glasfassaden und einer Vielzahl von Rücksprüngen und versetzt angeordneten Einschnitten in der Fassade, die begrünte Terrassen beherbergen.
Im September 2024 stellte Silverstein Properties neue überarbeitete Architekturmodelle von 2 World Trade Center und 5 World Trade Center innerhalb des gesamten Modells vom World Trade Center-Komplex vor. Für die Entwicklung von 2 World Trade Center ist nach wie vor Foster + Partners zuständig. Die Höhe des Wolkenkratzers wurde mit 1348 Fuß (411 m) bei 80 Etagen angegeben und der kubische Baukörper zeigt ein nahezu unverändertes Design gegenüber vom 2022er Rendering.

## Streit um die Baufinanzierung
Der gesamte Ground Zero ist im Besitz der New Yorker Hafenbehörde, wurde jedoch von Silverstein Properties gepachtet. Die Gebäude 2, 3 und 4 World Trade Center werden auch Eigentum von Silverstein Properties sein, während die Hafenbehörde mit dem Bau des höchsten Gebäudes, des One World Trade Center, betraut ist. Aufgrund der allgegenwärtigen Wirtschaftslage, es herrscht geringer Bedarf an großen Büroflächen, bat Silverstein Properties die Hafenbehörde, bei der Finanzierung der Türme 2, 3 und 4 zu helfen, bzw. für eine Summe von 3,2 Milliarden US-Dollar zu bürgen. Die Port Authority (Hafenbehörde) lehnte dies jedoch ab. Sie gab bekannt, Silverstein lediglich mit 800 Millionen Dollar beim Bau eines kleineren Turms, dem Four World Trade Center, zu unterstützen, dessen Konstruktion bereits im Jahre 2008 begann und 2013 abgeschlossen wurde. Am 11. Mai 2009 schlug die Hafenbehörde vor, die Gebäude Two World Trade Center und Three World Trade Center in lediglich fünfgeschossige Bauwerke umzuwandeln, also nur das Podium der Türme zu errichten. Ein kompletter Verzicht auf beide Bauwerke ist nicht möglich, da aufgrund des Gesamtplans eine komplexe unterirdische Infrastruktur auf dem World Trade Center Gelände besteht. Dieser Umstand lässt es nicht zu, auf eines der Bauvorhaben zu verzichten. Larry Silverstein, Vorsitzender von Silverstein Properties, lehnte es jedoch ab, die beiden Türme so zu verkleinern. Als Folge entbrannte ein Streit um die Zukunft der beiden Gebäude. Die Hafenbehörde sieht als ein zu großes Risiko in die Errichtung von Bauwerken zu investieren, die bisher keinen Mieter vorweisen können. Larry Silverstein argumentierte aber, dass er das 7 World Trade Center auch gebaut habe, ohne dass er bei Baubeginn einen Mieter hatte. Nun ist das 2006 eröffnete Gebäude fast vollständig vermietet. Außerdem sei es nicht zu erwarten, dass der geringe Bürobedarf über viele weitere Jahre anhalten würde.
Am 11. Juni 2009 fand ein Treffen zwischen der Hafenbehörde, Silverstein Properties und dem auch inzwischen in die Sache mit einbezogenen früheren New Yorker Bürgermeister Michael Bloomberg statt, um über die Zukunft der Türme 2 und 3 zu beraten. Eine Lösung wurde jedoch nicht gefunden, da beide Parteien ihren Standpunkt nicht verlassen wollten. Michael Bloomberg gab jedoch bekannt, er werde alles an eine vernünftige Lösung setzen und dafür sorgen, dass die Gespräche weiterhin aufrechterhalten werden. In mehreren New Yorker Zeitungen sagte Bloomberg, dass eine längere Verzögerung des World Trade Center Wiederaufbaus inakzeptabel sei und ein schlechtes Bild auf die Stadt New York werfen würde.
Im Januar 2010 wurde von einem inzwischen begonnenen Schiedsgerichtsverfahren eine weitere Frist von 45 Tagen vereinbart, in der es zwischen Silverstein Properties und der Hafenbehörde weitere Gespräche geben sollte. Am 10. März 2010, kurz vor Ablauf der Frist, die das Schiedsgericht gesetzt hatte, kam es zu einer Demonstration von Bauarbeitern, die gegen weitere Verzögerungen protestierten. Dabei legten sie die Arbeiten am One World Trade Center, dem World Trade Center Memorial und dem Four World Trade Center nieder, um an die Hafenbehörde und Silverstein zu appellieren, sich endlich auf ein Finanzierungskonzept zu einigen. Dabei skandierten die Arbeiter Sprüche wie „Build the WTC now“ (dt. ‚Baut das WTC endlich!‘). Beide Seiten gaben nach wie vor bekannt, gesprächsbereit zu sein.
Am 26. März 2010 wurde bekannt, dass eine Einigung zwischen der Hafenbörde, der Stadt und Silverstein Properties gefunden sei. Auf einen Zeitplan für 200 Greenwich Street hat man sich demnach nicht festgelegt, dessen Bau soll erst nach vollständiger Erholung der New Yorker Immobilienwirtschaft beginnen. Das Gebäude soll jedoch bis zur Straßenhöhe dennoch errichtet werden. Da alle Gebäude (die Türme 2, 3 und 4 als auch die U-Bahn-Station) unterirdisch zusammen eine komplexe Infrastruktur bilden, müssen alle Gebäude mindestens bis zum Straßenniveau gebaut werden. Jedoch soll der Bau von Three World Trade Center (175 Greenwich Street) unverzüglich beginnen (er begann im Juli 2010 und wurde 2013 faktisch unterbrochen). Dabei werden von Hafenbehörde, der Stadt als auch dem Bundesstaat ausreichend Finanzmittel zur Verfügung gestellt, die erlauben, sowohl das Fundament als auch das Podium des Turms (etwa acht oberirdische Stockwerke umfassend) zu errichten. Dies würde etwa knapp zwei Jahre in Anspruch nehmen. In dieser Zeit ist Silverstein Properties aufgefordert, mindestens 16 Prozent der Nutzfläche des Turms zu vermieten. Wurde dieses Ziel nicht erreicht, sollten die Arbeiten an 175 Greenwich Street nach Errichtung des Podiums gestoppt werden. Sobald hingegen mindestens 16 Prozent unter Vermietung stehen, ist geplant, die Bauarbeiten am Gebäude vollständig abzuschließen.

## Baustelle
Im Jahr 2008 wurde der Bauplatz vorbereitet. Im Juni 2010 wurden mit den Fundamentarbeiten begonnen, da das Gebäude bis zur Straßenhöhe errichtet werden muss. Dies hängt damit zusammen, dass alle Bauprojekte am Ground Zero eine komplexe Infrastruktur unter der Erde besitzen. Aus diesem Grund müssen alle Bauvorhaben wenigstens bis auf Straßenhöhe gebaut werden.
Am 20. Dezember 2010 wurde auf der Baustelle ein erster fest installierter Baukran errichtet. Ende Januar 2011 wurde ein zweiter Kran auf dem Bauplatz errichtet während die ersten größeren Stahlträger verbaut wurden. Im Januar 2012 wurde bis auf wenige Feinarbeiten das Straßenniveau am Turm erreicht.
Da bis zum Beginn des Jahres 2012 nach wie vor kein Mieter für den Turm gefunden wurde (ohnehin sollen Interessenten erst in Turm 3 untergebracht werden), wurde im Januar 2012 einer der beiden Turmkräne wieder abgebaut. Anfang April folgte die Demontage des zweiten Kranes. Laut Silverstein Properties wurden die Arbeiten Frühsommer 2013 in vollem Umfang fortgeführt. Zuvor wurden im Sommer 2012 einige Stahlträger über Straßenhöhe errichtet. Im Sommer 2013 wurden die Arbeiten auf unbestimmte Dauer eingestellt, bis ausreichend Flächen im Gebäude vermietet sind.

## Galerie

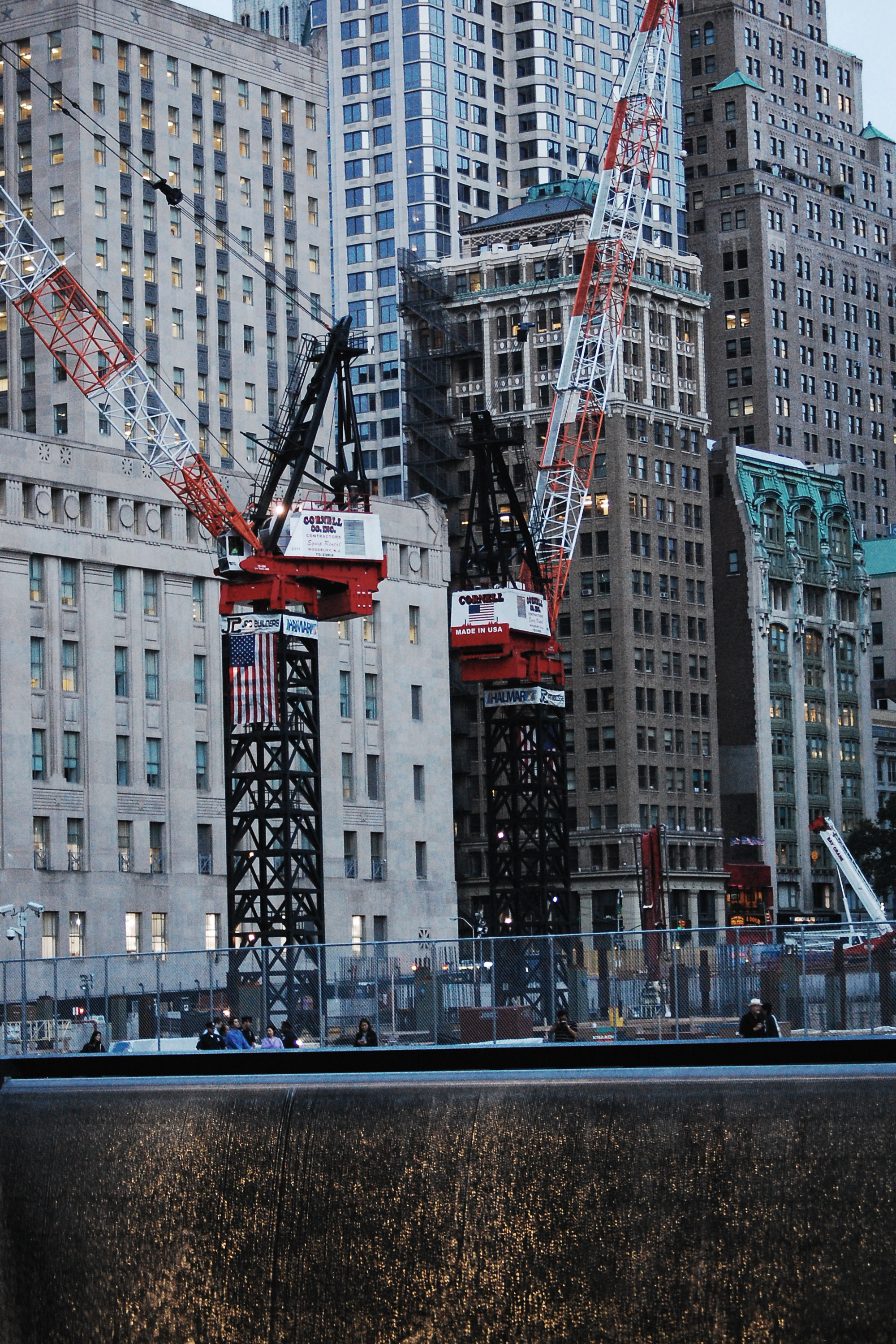
Baustelle des Two World Trade Centers im September 2011
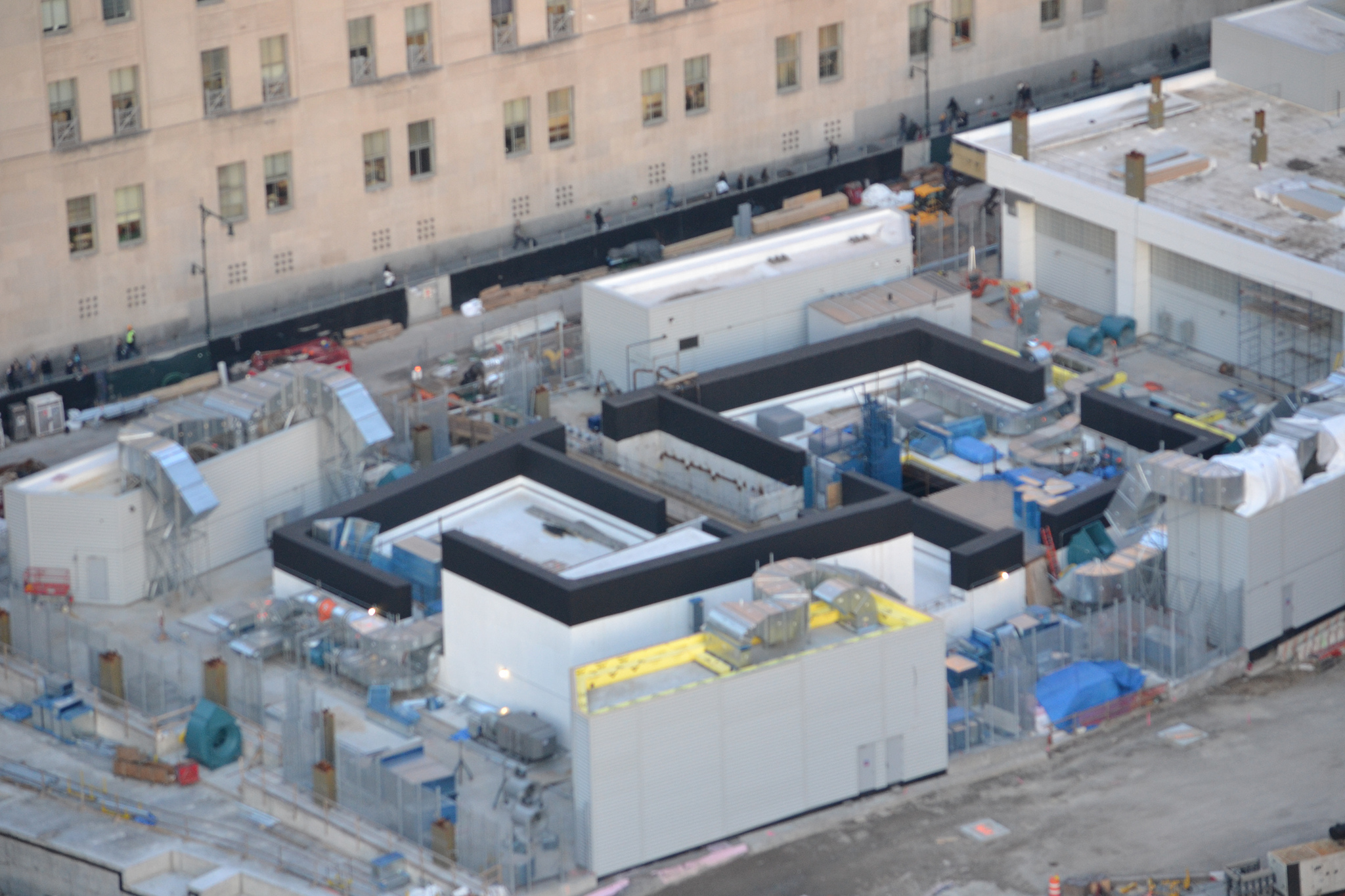
Der Baugrund im Januar 2013…
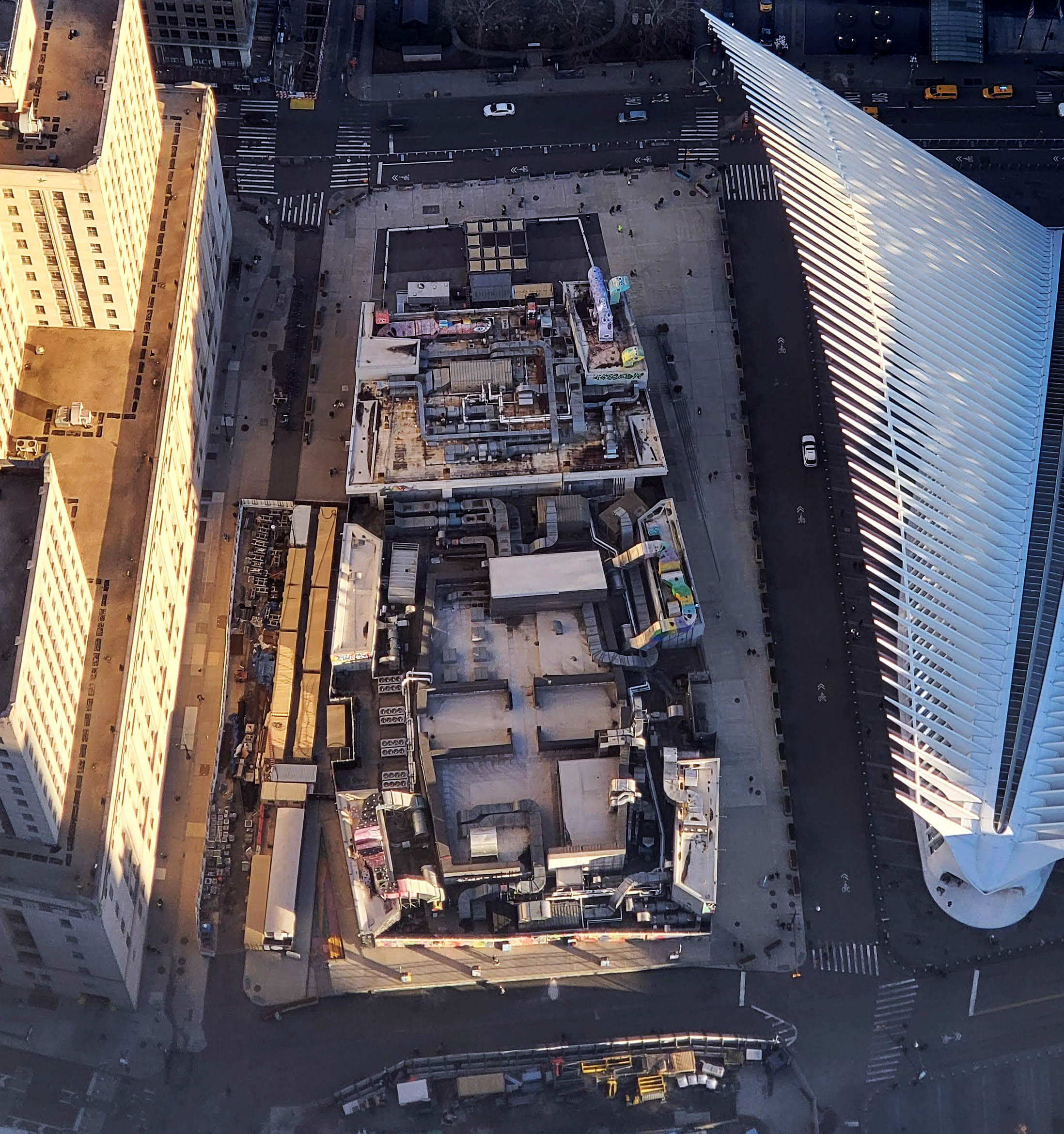
…und im Januar 2023
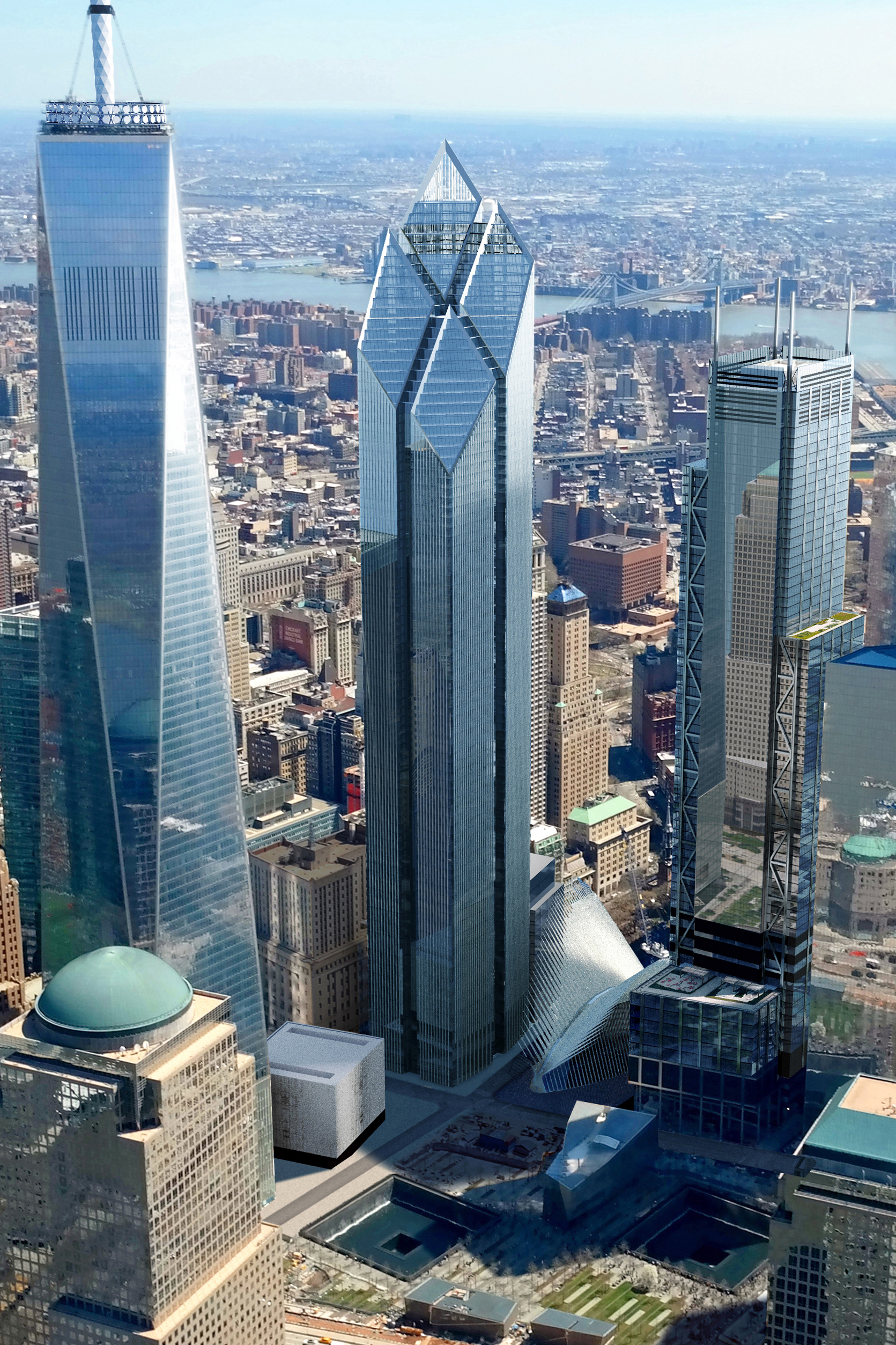
Norman Fosters ursprünglicher Entwurf von 2006
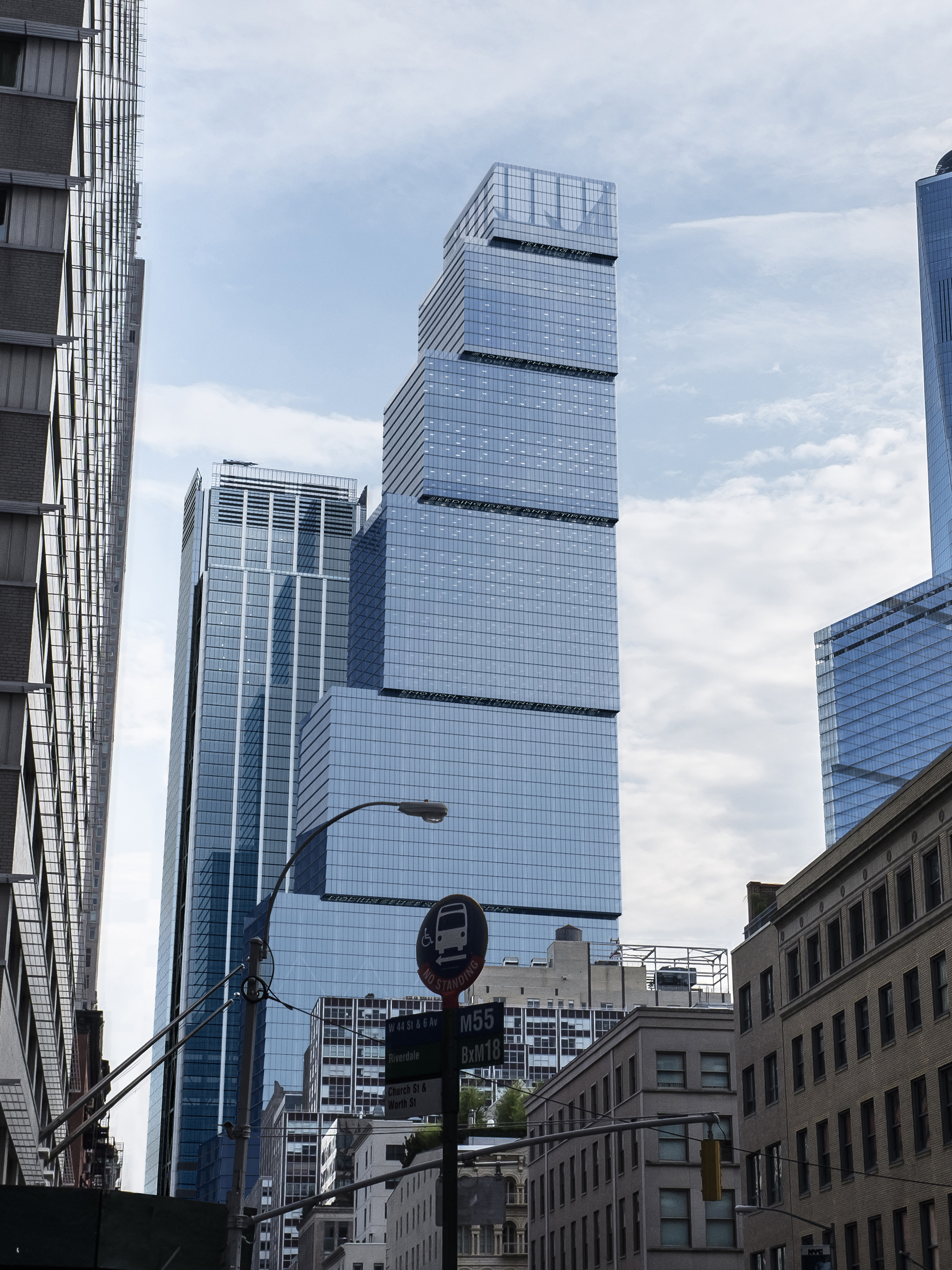
Nicht realisierter Entwurf von Bjarke Ingels
2 World Trade Center im World-Trade-Center-Komplex (2. von links)